# 本町 (大阪市)
本町（ほんまち）は、大阪府大阪市中央区の町名。現行行政地名は本町一丁目から本町四丁目。

## 地理
船場のうち北から11番目の町で、船場のほぼ中央を東西方向に貫く本町通沿いの両側町。北は備後町・安土町、南は南本町、東は東横堀川本町橋を挟んで本町橋（町名）、西は西横堀川跡の阪神高速1号環状線北行きを挟んで西区靱本町・西本町とそれぞれ接する。
大坂城下の中心として繁栄し、現在も大阪市を代表するオフィス街である。
北隣の安土町、南隣の南本町およびその南隣の船場中央、西隣の靱本町・西本町のそれぞれ東部なども地域名として本町と呼ばれることがある。本町通の北側に建つビルのいくつかは安土町に跨っており、地下鉄御堂筋線の本町駅は安土町と南本町に、地下鉄堺筋線の堺筋本町駅は南本町と船場中央にそれぞれ跨って位置し、地下鉄中央線の本町駅・堺筋本町駅および地下鉄四つ橋線の本町駅に至ってはどちらも本町に位置していない。
安土町通 - 本町通間には絹張小路という通が難波橋筋（藤中橋筋）以東に、本町通 - 南本町通間には鰻小路という通が八百屋町筋以東に通っている。また、御堂筋 - 渡辺筋間には狐小路という筋が北御堂から南御堂にかけて通っている。
東端を流れる東横堀川は本町橋から農人橋にかけて折れ曲がっており、これを俗に「本町の曲がり」と言い、落語のまんじゅうこわいにも登場する。高架上を走る阪神高速1号環状線南行きも同様に折れ曲がっている。

## 歴史
1872年（明治5年）まで、現在の4丁目のうち渡辺筋沿いは北渡辺町・南渡辺町、西横堀川沿いは長浜町という町名だった。
明治初頭まで本町通を境に大坂三郷の北組と南組に分かれていた（本町は南組に含まれていた）。江戸時代以来の本町は繊維・衣料関係の町として栄え、北隣の安土町と同様に近江商人の多い町だった。
1962年（昭和37年）に埋め立てられた西横堀川には敷津橋・信濃橋が架橋されていた。

## 世帯数と人口
2019年（平成31年）3月31日現在の世帯数と人口は以下の通りである。
| 丁目               | 世帯数  | 人口  |
| ------------------ | ------- | ----- |
| 本町一丁目         | 14世帯  | 23人  |
| 本町二丁目         | 0世帯   | 0人   |
| 本町三丁目・四丁目 | 113世帯 | 121人 |
| 計                 | 127世帯 | 144人 |

### 人口の変遷
国勢調査による人口の推移。
| 1995年（平成7年）  | 78人 | [ 5 ] |  |
| 2000年（平成12年） | 75人 | [ 6 ] |  |
| 2005年（平成17年） | 52人 | [ 7 ] |  |
| 2010年（平成22年） | 77人 | [ 8 ] |  |
| 2015年（平成27年） | 59人 | [ 9 ] |  |

### 世帯数の変遷
国勢調査による世帯数の推移。
| 1995年（平成7年）  | 43世帯 | [ 5 ] |  |
| 2000年（平成12年） | 35世帯 | [ 6 ] |  |
| 2005年（平成17年） | 31世帯 | [ 7 ] |  |
| 2010年（平成22年） | 58世帯 | [ 8 ] |  |
| 2015年（平成27年） | 53世帯 | [ 9 ] |  |

## 事業所
2016年（平成28年）現在の経済センサス調査による事業所数と従業員数は以下の通りである。
| 丁目       | 事業所数    | 従業員数 |
| ---------- | ----------- | -------- |
| 本町一丁目 | 209事業所   | 3,768人  |
| 本町二丁目 | 227事業所   | 5,472人  |
| 本町三丁目 | 246事業所   | 5,587人  |
| 本町四丁目 | 406事業所   | 7,539人  |
| 計         | 1,088事業所 | 22,366人 |

## 施設
淀屋橋 - 本町間は大阪を代表するオフィス街であり、本町には本町駅を中心に大企業が数多く在る。
本町とそのすぐ近縁の施設を挙げる。

### 公共機関
- 学校法人相愛学園（相愛中学校・高等学校、相愛大学本町キャンパス ※御堂筋で唯一の私学）
- 靱公園
- 大阪化繊ビル内郵便局
- 大阪西本町郵便局
- 大阪科学技術館
- オリックス劇場（旧大阪厚生年金会館）

### 神社・仏閣
- 浄土真宗本願寺派 津村別院（北御堂）
- 真宗大谷派 難波別院（南御堂）
- 坐摩神社
  - 火防陶器神社
- 難波神社

### 商業施設
- 本町ガーデンシティ
  - セントレジスホテル大阪
- 船場センタービル
- せんば心斎橋筋商店街
- まいど船場
- ヴィアーレ大阪
- アパホテル御堂筋本町駅前

### 企業
- アイデム大阪本社
- 出前館大阪本社（登記上の本店は東京都渋谷区）
- 阪神高速道路（旧：阪神高速道路公団）本社
- 鴻池組本社
- 岩谷産業本社
- 竹中工務店本社・本店
- 竹中土木本社
- トラスコ中山大阪本社（登記上の本店は東京都港区）
- ナイキ大阪本社
- 三井不動産関西支社
- 丸紅大阪支社
- 日本流通産業本社
- 日本ハム本社
- 合人社グループ大阪本店
- つるやゴルフ本社（地下鉄での案内放送あり）
- クラボウ本社（登記上の本店は岡山県倉敷市）
- ミツウロコヴェッセル関西本社
- PALTAC本社
- 遠藤照明本社
- 花王大阪事業場
- 日本IBM大阪事務所
- 富士紡ホールディングス大阪支社
- 富士通パーソナルズ関西支社
- 富士ソフト大阪オフィス
- アキレス関西支社
- 東京センチュリー大阪営業部
- 関西電力久宝寺変電所
- 明電舎関西支社
- エバーグリーン・シッピング・エージェンシー・ジャパン株式会社近畿支社
- 住宅金融支援機構近畿支店
- 日本貿易振興機構大阪本部
- 中小企業基盤整備機構近畿本部

### 金融機関
- りそな銀行本店
- りそなホールディングス大阪本社
- 三井住友銀行船場支店 御堂筋支店
- みずほ銀行船場支店
- 伊予銀行大阪支店
- 横浜銀行大阪支店
- 群馬銀行大阪支店
- 千葉銀行大阪支店
- 常陽銀行大阪支店
- 福井銀行大阪支店
- オリックス銀行大阪オフィス
- メトロポリタン銀行大阪出張所

## 交通

### 鉄道
- Osaka Metro御堂筋線・中央線・四つ橋線 本町駅 （四つ橋線の本町駅は、かつては信濃橋駅と呼ばれていた）
- Osaka Metro堺筋線・中央線 堺筋本町駅

### 道路
高速道路
- 阪神高速1号環状線
  - 本町出口
  - 信濃橋出入口

国道
- 国道25号（御堂筋）
- 国道172号（本町通）

主要地方道
- 大阪府道102号恵美須南森町線（堺筋）
- 三休橋筋
- 心斎橋筋

### バス
- 大阪シティバス（旧大阪市営バス）「本町」（8号系統（旧103号系統））・「本町二丁目・本町一丁目」（105号系統）

## その他

### 郵便番号
- 541-0053[3]（集配局：大阪東郵便局[11]）